# Barre (Vermont)
Pour les articles homonymes, voir Barre.
Ne doit pas être confondu avec Barre (Vermont, town).
Barre est une ville américaine de l'État du Vermont, située dans le comté de Washington. Lors du recensement de 2020, la population s'élevait à 8 491 habitants. Elle est populairement appelée Barre City pour la distinguer de sa voisine homonyme qui a le statut de town.
La ville est souvent associée dans les médias et les affaires locales à la ville voisine de Montpelier. Les deux villes sont reliées par la route 302 et l'Interstate 89. L'aire urbaine de Barre compte 59 564 habitants, la troisième du Vermont (après Burlington et Rutland).

## Géographie
Barre est située dans le centre du Vermont, dans une zone vallonnée arrosée par la rivière Stevens Branch et son affluent Jail Branch.
Son territoire de 10,4 km2 est presque entièrement entouré par celui de Barre (town) et est limitrophe à l'ouest de Berlin.

## Histoire
La localité est fondée en 1788 et porte alors le nom de Wildersburgh, mais les habitants la rebaptisent Barre en l'honneur d'Isaac Barré (1726-1802), un militaire et homme politique irlandais d'origine huguenote.
La naissance de Barre est liée à la découverte d'un vaste gisement de granite à Millstone Hill (la ville s'est autoproclamée « centre du granite mondial »), peu après la guerre anglo-américaine de 1812. La ville et ses industries connaissent un essor important avec l'arrivée du chemin de fer. La partie la plus importante de ce gisement fait environ 2,5 km de longueur sur 1,2 de largeur avec une profondeur de 6 km. Un grand nombre d’immigrés italiens, écossais, espagnols, scandinaves, grecs, libanais, canadiens et autres, affluent à Barre. La population passe de 2 060 habitants en 1880, à 6 790 en 1890 et à 10 000 en 1894. En 1895, la city de Barre est créée par détachement d'une partie de Barre (town). Au début du XXe siècle, la municipalité est considérée comme la plus cosmopolite de l’État.
Le granite gris de Barre est recherché dans le monde entier pour son grain fin, sa texture et son excellente résistance aux intempéries. Il est donc très apprécié pour les sculptures d'extérieur.
Le Hope Cemetery de Barre présente de beaux monuments funéraire ornés de sculptures de granite.

## Démographie
Au recensement de 2020, il y avait 8 491 habitants, 3 880 ménages qui résidaient dans la ville. La densité de population était de 834 habitants par km². Il y avait 4 355 logements. La ville était composée de 97,4 % de blancs, 0,5 % de noirs, 1,68 % d'hispaniques ou latinos et 0,5 % d'asiatiques.

## Politique et administration
La ville est dirigée par un conseil de sept membres, dont le maire, élus pour deux ans.
| Période                                  | Période  | Identité       | Étiquette | Qualité |
| ---------------------------------------- | -------- | -------------- | --------- | ------- |
| Les données manquantes sont à compléter. |          |                |           |         |
| 2006                                     | 2018     | Tom Lauzon     |           |         |
| 2018                                     | 2022     | Lucas Herring  |           |         |
| 2022                                     | En cours | Jake Hemmerick |           |         |

## Société

### Sports
La ville possède une équipe de basket-ball, les Frost Heaves du Vermont, qui joue ses matchs à Barre au Barre Auditorium et à Burlington. Elle appartient à Alexander Wolf, journaliste pour Sports Illustrated.
La ville possède également une équipe de baseball, les Vermont Mountaineers (en).
Le Thunder Road International Speedbowl, l'une des pistes de stock-car les plus populaires du nord-est des États-Unis se trouve à Barre.

## Culture et patrimoine
- La Reynolds House est inscrite au Registre national des lieux historiques depuis le 5 août 2020.

## Personnalités liées à la ville
- Katherine Paterson (née en 1932), écrivaine.
- Phil Scott (né en 1958), homme politique, gouverneur du Vermont.